# شاشة جنو
شاشة جنو هي مدمجة طرفية حرة تسمح للمستخدم للدخول على عدة جلسات طرفية منفصلة داخل داخل نافذة طرفية واحدة أو جلسة طرفية عن بعد. وهو مفيد بالتعامل مع عدة برامج في سطر الاوامر ولفصل البرامج عن الشل الذي قام بتشغيل هذه البرامج.

## المزايا
بالأمكان التخيل ان شاشة جنو هي نسخة نصية من برامج إدارة النوافذ الرسومية أو طريقة لوضع الطرفيات الافتراضية في أي جلسة ولوج. لذلك هو غلاف يسمح لعدة برامج نصية بالعمل في نفس الوقت ويوفر مزايا تسمح للمستخدم من أن يعمل على هذه البرامج في واجهة واحدة بصورة إنتاجية.
الأستمراريةشاشة جنو مثل VNC تسمح للمستخدم بتشغيل البرامج من حاسوب واحد ثم إعادة الاتصال به من حاسوب أخر والاستمرار باستخدام نفس البرنامج بدون الحاجة إلى إعادة تشغيله. هذا يجعل التنقل بين عدة أماكن مختلفة مثل مكان العمل ومكان السكن امراً بسيطاً. جنو سكرين توفر فعالية طرفية تجاهلية حتى تتيح للمستخدمين غلق واعادة الاتصال باستخدام أنواع مختلفة من الطرفيات سامحة بذلك للبرامج بالاستمرار على التنفيذ بدون مشاكل عند تغيير الطرفيات.
النوافذ المتعددةبالإمكان خلق جلسات طرفية متعدد، كل واحد منها عادة تقوم بتنفيذ تطبيق واحد. النوافذ مرقمة والمستخدم يستطيع استخادم لوحة المفاتيح للتنقل بينهم. بعض محاكيات الطرفية الرسومية توفر السنة أو فعالية مشابهة لهذه. كل نافذة لها وحدة خزن للعودة إلى الوراء خاصة بها حتى تستطيع التقاط المخرجات حتى ولو كانت النافذة غير معروضة، والتاريخ يحفظ أيضاً عند الانتقال من حاسوب لأخر. النوافذ يمكنها ان تجزأ. بينما التطبيقات النصية تمتلك هذه الميزة بصورة مدمجة، جنو سكرين يسمح لأي تطبيق بتجزأة العرض على حدة لأي عدد من التطبيقات الأخرى.
مشاركة الجلسةيسمح جنو سكرين لعدة حواسيب بالأتصال لنفس الجلسة في نفس الوقت سامحاً بذلك التعاون بين عدة مستخدمين. نفس الحاسوب يستطيع أيضاً عمل عدة اتصالات متزامنة موفراً بهذا بديلاً عملياً لتجزأة الشاشة بالأخص للحواسيب ذات عدة شاشات.

## تاريخ
صمم جنو سكرين من قبل اوليفر لاومان وكارستن بورمان ونشر في سنة 1987. معيار التصميم تضمن محاكاة VT100 موثوق (من ضمنها ANSI X3.64 (ISO 6429) وISO2022) وأداء عالي ملحوظ للاستخدام اليومي الثقيل عندما كان استخدام الطرفيات المعتمدة على الرموز اعتيادياً. بعدها اضيفت خاصية اغلاق الاتصال ومعاودته مرة ثانية عندما كانت تعد تقنية جديدة حينها. في 1990 قام اوليفر لاومان بتحويل عهدة صيانة شفرة البرنامج المصدرية إلى يورجن فيجيرت وميكيل شرويدر في جامعة ارلانجين، الذان انتقلا لاحقاً إلى مشروع جنو واضافا مزايا أخرى مثل تجزئة الشاشة، القص واللصق ومشاركة الشاشة.

## مدمجات طرفية أخرى
توجد مدمجات طرفية أخرى ذات النمط النصي ولها فعالية مشابهة لجنو سكرين، مثل:
- splitvt — اداة لتجزأة الطرفية.
- تي مكس — مدمجة طرفية.
- توأم — بيئة نوافذة نصية.
- Window (BSD) — برنامج على أنظمة بي إس دي التي تضع بيئة النوافذ في طرفيات آسكي.
- dvtm — مدمجة طرفية تجمعية قادرة على عرض عدة تطبيقات في أن واحد.

## وصلات خارجية
- شاشة جنو على موقع Open Hub (الإنجليزية)
- شاشة جنو على موقع Free Software Directory (الإنجليزية)
- الموقع الرسمي لشاشة جنو
- جنو سكرين في جنو سافانا